# Paku Haji (Pondok Kubang)
Paku Haji is een bestuurslaag in het regentschap Bengkulu Tengah van de provincie Bengkulu, Indonesië. Paku Haji telt 455 inwoners (volkstelling 2010).